# Sasha Farber
Alexander "Sasha" Farber (Moscú, 9 de mayo de 1984) es un bailarín de salón y coreógrafo australiano, más conocido por ser uno de los bailarines profesionales del programa estadounidense Dancing with the Stars de ABC.

## Primeros años
Farber nació en Moscú, Rusia, pero se mudó a Australia en 1986. Su familia es judía. Comenzó a bailar a la edad de 13 años.

## Carrera

### Carrera temprana
Cuando tenía 17 años, ganó dos veces el Campeonato Australiano Juvenil Latino y representó a Australia en el Campeonato Mundial Latino. También se presentó en la ceremonia de clausura de los Juegos Olímpicos de Sídney 2000 y apareció en la segunda temporada de la versión australiana de Dancing with the Stars. También fue un miembro original del elenco de la producción de Broadway, Burn the Floor.

### Dancing with the Stars
Farber comenzó a aparecer en la decimocuarta temporada del programa como miembro del cuerpo de baile en 2012. Fue ascendido a bailarín profesional en la temporada 17 cuando fue emparejado con el miembro del elenco de Jersey Shore, Nicole "Snooki" Polizzi; la pareja fue eliminada en la séptima semana y terminaron en el octavo puesto. Faber volvió a formar parte del cuerpo de baile durante las siguientes cuatro temporadas. En 2016, regresó como profesional para la temporada 22 donde fue emparejado con la actriz y estrella de telerrealidad Kim Fields, siendo eliminados en una doble eliminación y quedando en el séptimo puesto. Para la temporada 23 tuvo como pareja a la estrella de Little Women: LA, Terra Jolé, con quien llegó hasta la semifinal y ubicándose así en el quinto puesto.
Para la temporada 24 tuvo como pareja a la gimnasta artística olímpica Simone Biles, siendo eliminados en la semifinal y ubicándose en el cuarto puesto. En la temporada 25 regresó como miembro del cuerpo de baile. Al año siguiente, en la temporada 26, retornó como profesional siendo emparejado con la ex patinadora olímpica Tonya Harding, con quien logró llegar a la final y terminando en el tercer puesto. Tuvo como pareja en la temporada 27 a la ex gimnasta olímpica Mary Lou Retton, con quien fue eliminado en la sexta semana de competencia y quedando en el noveno puesto. Ese mismo año, formó parte de la serie derivada Dancing with the Stars: Juniors, donde fue el mentor de la hija de Scottie Pippen y modelo, Sophia Pippen, y el bailarín Jake Monreal, quienes quedaron en el noveno puesto. Fue emparejado en la temporada 28 a la cantante de Fifth Harmony, Ally Brooke; ellos lograron llegar hasta la final de la temporada y se ubicaron en el tercer puesto.
Para la temporada 29 tuvo como pareja a la actriz de cine y televisión Justina Machado, con quien logró llegar a la final y ubicarse en el cuarto puesto. En la temporada 30 formó pareja con la gimnasta artística olímpica Suni Lee, siendo eliminados en la semifinal de la temporada y acabando en el quinto puesto. Para la temporada 31 tuvo como pareja a actriz de cine y televisión Selma Blair; tuvieron que retirarse de la competencia debido a la condición de salud en curso de Blair con la esclerosis múltiple, finalizando así en el duodécimo puesto.
| Temporada                                        | Pareja                  | Puesto | Promedio |
| ------------------------------------------------ | ----------------------- | ------ | -------- |
| 17                                               | Nicole "Snooki" Polizzi | 8.º    | 25.00    |
| 22                                               | Kim Fields              | 7.º    | 22.88    |
| 23                                               | Terra Jolé              | 5.º    | 25.38*   |
| 24                                               | Simone Biles            | 4.º    | 26.56*   |
| 26                                               | Tonya Harding           | 3.º    | 25.17    |
| 27                                               | Mary Lou Retton         | 9.º    | 23.13    |
| 28                                               | Ally Brooke             | 3.º    | 26.60    |
| 29                                               | Justina Machado         | 4.º    | 25.46    |
| 30                                               | Suni Lee                | 5.º    | 25.36*   |
| 31                                               | Selma Blair             | 12.º   | 23.40*   |
| 32                                               | Alyson Hannigan         | 5.º    | 22.21    |
| 33                                               | Jenn Tran               | 7.º    | 23.50    |
| * Promedios ajustados a una escala de 30 puntos. |                         |        |          |

- Temporada 17 con Nicole "Snooki" Polizzi

| Semana                                                                 | Baile / Canción                                 | Puntajes de los jueces | Puntajes de los jueces | Puntajes de los jueces | Resultado       |
| Semana                                                                 | Baile / Canción                                 | C. I.                  | L. G.                  | B. T.                  | Resultado       |
| ---------------------------------------------------------------------- | ----------------------------------------------- | ---------------------- | ---------------------- | ---------------------- | --------------- |
| 1                                                                      | Chachachá / «Wild Ones»                         | 7                      | 8                      | 7                      | Sin eliminación |
| 2                                                                      | Rumba / «Just Give Me a Reason»                 | 7                      | 7                      | 7                      | Salvados        |
| 3                                                                      | Quickstep / «Diamonds Are a Girl's Best Friend» | 9                      | 8                      | 8                      | Salvados        |
| 4                                                                      | Jive / «Mickey»                                 | 8                      | 81                     | 8                      | Salvados        |
| 5                                                                      | Jazz / «Work Bitch»                             | 9                      | 9                      | 9                      | Salvados        |
| 6                                                                      | Foxtrot / «Build Me Up Buttercup»               | 9                      | 9                      | 9                      | Sin eliminación |
| 6                                                                      | Reto de cambio / Varias                         | 3 puntos extras        | 3 puntos extras        | 3 puntos extras        | Sin eliminación |
| 7                                                                      | Samba / «Hey Mama»                              | 9                      | 9                      | 9                      | Eliminados      |
| 7                                                                      | Freestyle en equipo / «Bom Bom»                 | 9                      | 9                      | 9                      | Eliminados      |
| 1Puntaje dado por la juez invitada Julianne Hough en lugar de Goodman. |                                                 |                        |                        |                        |                 |

- Temporada 22 con Kim Fields

| Semana | Baile / Canción                                                          | Puntajes de los jueces | Puntajes de los jueces | Puntajes de los jueces | Resultado       |
| Semana | Baile / Canción                                                          | C. I.                  | L. G.                  | B. T.                  | Resultado       |
| --- | ------------------------------------------------------------------------ | ---------------------- | ---------------------- | ---------------------- | --------------- |
| 1 | Chachachá / «Sax»                                                        | 7                      | 6                      | 7                      | Sin eliminación |
| 2 | Salsa / «Conga»                                                          | 7                      | 6                      | 6                      | Salvados        |
| 3 | Foxtrot / «The Facts of Life Theme»                                      | 8                      | 7                      | 7                      | Salvados        |
| 4 | Quickstep / «I Wan'na Be Like You»                                       | 8                      | 8/81                   | 8                      | Salvados        |
| 52 | Vals vienés / «These Arms of Mine»                                       | 8                      | 6/63                   | 8                      | Sin eliminación |
| 6 | Jive / «You Can't Stop the Beat»                                         | 8                      | 8                      | 8                      | Salvados        |
| 7 | Samba / «ABC»                                                            | 9                      | 9                      | 9                      | Eliminados      |
| 7 | Freestyle en equipo / «End of Time», «If I Were a Boy» & «Crazy in Love» | 8                      | 8                      | 9                      | Eliminados      |
| 1Puntaje dado por la juez invitada Zendaya. 2Por los «cambios de pareja», Fields bailó con Keo Motsepe y Farber con Paige VanZant. 3Puntaje dado por el juez invitado Maksim Chmerkovskiy. |                                                                          |                        |                        |                        |                 |

- Temporada 23 con Terra Jolé

| Semana | Baile / Canción                               | Puntajes de los jueces | Puntajes de los jueces | Puntajes de los jueces | Puntajes de los jueces | Resultado        |
| Semana | Baile / Canción                               | C. I.                  | L. G.                  | J. H.                  | B. T.                  | Resultado        |
| --- | --------------------------------------------- | ---------------------- | ---------------------- | ---------------------- | ---------------------- | ---------------- |
| 1 | Jive / «Stuff Like That There»                | 7                      | 6                      | 6                      | 6                      | Sin eliminacióh  |
| 2 | Quickstep / «Bewitched Theme»                 | 8                      | 7                      | 8                      | 8                      | Salvados         |
| 3 | Vals vienés / «Iris»                          | 8                      | 7                      | 8                      | 7                      | Salvados         |
| 4 | Samba / «Simcha»                              | 9                      | —                      | 8                      | 8                      | Salvados         |
| 5 | Contemporáneo / «Stand By Me»                 | 9                      | —                      | 9                      | 9                      | Sin eliminación  |
| 6 | Pasodoble / «Don't Let Me Be Misunderstood»   | 7                      | 81                     | 8                      | 7                      | Salvados         |
| 7 | Foxtrot / «Cheek to Cheek»                    | 9                      | 8                      | 9                      | 8                      | Salvados         |
| 7 | Freestyle en equipo / «Embrace»               | 8                      | 9                      | 9                      | 9                      | Salvados         |
| 8 | Chachachá / «Day-O (The Banana Boat Song)»    | 8                      | —                      | 8                      | 8                      | Últimos salvados |
| 8 | Duelo de Salsa / «Magic»                      | Sin puntos extras      | Sin puntos extras      | Sin puntos extras      | Sin puntos extras      | Últimos salvados |
| 9 | Charlestón / «If My Friends Could See Me Now» | 10                     | 102                    | 9                      | 9                      | Salvados         |
| 9 | Jazz en equipo / «Big Noise from Winnetka»    | 9                      | 92                     | 9                      | 9                      | Salvados         |
| 10 (Semifinal) | Rumba / «Scars to Your Beautiful»             | 10                     | —                      | 10                     | 10                     | Eliminados       |
| 10 (Semifinal) | Tango en trío / «Hideway»                     | 10                     | —                      | 10                     | 10                     | Eliminados       |
| 1Puntaje dado por el juez invitado Pitbull en lugar de Goodman. 2Puntaje dado por la juez invitada Idina Menzel en lugar de Goodman. |                                               |                        |                        |                        |                        |                  |

- Temporada 24 con Simone Biles

| Semana | Baile / Canción                                                   | Puntajes de los jueces | Puntajes de los jueces | Puntajes de los jueces | Puntajes de los jueces | Resultado       |
| Semana | Baile / Canción                                                   | C. I.                  | L. G.                  | J. H.                  | B. T.                  | Resultado       |
| --- | ----------------------------------------------------------------- | ---------------------- | ---------------------- | ---------------------- | ---------------------- | --------------- |
| 1 | Tango / «Untouchable»                                             | 8                      | 8                      | 8                      | 8                      | Sin eliminación |
| 2 | Chachachá / «Burnin' Up»                                          | 7                      | 7                      | 7                      | 8                      | Salvados        |
| 3 | Quickstep / «Viva Las Vegas»                                      | 7                      | 8                      | 9                      | 8                      | Salvados        |
| 4 | Vals vienés / «Good Good Father»                                  | 9                      | 9                      | 9                      | 9                      | Salvados        |
| 5 | Contemporáneo / «How Far I'll Go»                                 | 9                      | 9                      | 10                     | 10                     | Salvados        |
| 6 | Samba / «Survivor»                                                | 9                      | 9                      | 81                     | 9                      | Salvados        |
| 6 | Freestyle en equipo / «My Boyfriend's Back», «No Scrubs» & «BO$$» | 8                      | 8                      | 91                     | 9                      | Salvados        |
| 7 | Charlestón / «Charleston»                                         | 10                     | 9                      | 92                     | 9                      | Salvados        |
| 7 | Duelo de Chachachá / «Crave»                                      | 2 puntos extras        | 2 puntos extras        | 2 puntos extras        | 2 puntos extras        | Salvados        |
| 8 | Foxtrot / «What Makes You Beautiful»                              | 9                      | 9                      | 9                      | 9                      | Salvados        |
| 8 | Pasodoble en trío / «Don't Let Me Down»                           | 9                      | 9                      | 9                      | 9                      | Salvados        |
| 9 (Semifinal) | Jive / «Faith»                                                    | 10                     | 10                     | 10                     | 10                     | Eliminados      |
| 9 (Semifinal) | Rumba / «Skyscraper»                                              | 10                     | 10                     | 10                     | 10                     | Eliminados      |
| 1Puntaje dado por el juez invitado Nick Carter en lugar de Hough. 2Puntaje dado por la juez invitada Mandy Moore en lugar de Hough. |                                                                   |                        |                        |                        |                        |                 |

- Temporada 26 con Tonya Harding

| Semana                                                                                             | Baile / Canción                                | Puntajes de los jueces | Puntajes de los jueces | Puntajes de los jueces | Resultado        |
| Semana                                                                                             | Baile / Canción                                | C. I.                  | L. G.                  | B. T.                  | Resultado        |
| -------------------------------------------------------------------------------------------------- | ---------------------------------------------- | ---------------------- | ---------------------- | ---------------------- | ---------------- |
| 1                                                                                                  | Foxtrot / «When You Believe»                   | 8                      | 8                      | 7                      | Últimos salvados |
| 2                                                                                                  | Quickstep / «Redneck Woman»                    | 8/91                   | 8                      | 8                      | Salvados         |
| 2                                                                                                  | Freestyle en equipo / «... Baby One More Time» | 8/91                   | 8                      | 8                      | Salvados         |
| 3 (Semifinal)                                                                                      | Rumba / «See You Again»                        | 8/92                   | 8                      | 8                      | Salvados         |
| 3 (Semifinal)                                                                                      | Duelo de Chachachá / «Dance»                   | 2 puntos extras        | 2 puntos extras        | 2 puntos extras        | Salvados         |
| 4 (Final)                                                                                          | Vals vienés / «The Time of My Life»            | 8                      | 9                      | 9                      | Tercer puesto    |
| 4 (Final)                                                                                          | Freestyle / «Hush Hush; Hush Hush»             | 10                     | 10                     | 10                     | Tercer puesto    |
| 1Puntaje dado por el juez invitado Rashad Jennings. 2Puntaje dado por el juez invitado David Ross. |                                                |                        |                        |                        |                  |

- Temporada 27 con Mary Lou Retton

| Semana | Baile / Canción                                  | Puntajes de los jueces | Puntajes de los jueces | Puntajes de los jueces | Resultado     |
| Semana | Baile / Canción                                  | C. I.                  | L. G.                  | B. T.                  | Resultado     |
| ------ | ------------------------------------------------ | ---------------------- | ---------------------- | ---------------------- | ------------- |
| 1      | Chachachá / «Treasure»                           | 6                      | 7                      | 6                      | Cinco últimos |
| 1      | Chachachá / «Hot Stuff»                          | 7                      | 7                      | 7                      | Salvados      |
| 2      | Vals / «(You Make Me Feel Like) A Natural Woman» | 8                      | 7                      | 7                      | Salvados      |
| 2      | Samba / «Copacabana»                             | 8                      | 8                      | 8                      | Salvados      |
| 3      | Vals vienés / «We Are the Champions»             | 8                      | 8                      | 8                      | Salvados      |
| 4      | Charlestón en trío / «V.E.S.P.A.»                | 9                      | 8                      | 9                      | Salvados      |
| 5      | Contemporáneo / «Reflection»                     | 9                      | 8                      | 8                      | Salvados      |
| 6      | Tango / «Shame»                                  | 8                      | 8                      | 8                      | Eliminados    |

- Temporada 28 con Ally Brooke

| Semana                                                                                          | Baile / Canción                                | Puntajes de los jueces | Puntajes de los jueces | Puntajes de los jueces | Resultado       |
| Semana                                                                                          | Baile / Canción                                | C. I.                  | L. G.                  | B. T.                  | Resultado       |
| ----------------------------------------------------------------------------------------------- | ---------------------------------------------- | ---------------------- | ---------------------- | ---------------------- | --------------- |
| 1                                                                                               | Chachachá / «Work from Home»                   | 5                      | 5                      | 6                      | Sin eliminación |
| 2                                                                                               | Vals vienés / «Iris»                           | 7                      | 6                      | 7                      | Salvados        |
| 3                                                                                               | Rumba / «Dreaming of You»                      | 8                      | 8                      | 8                      | Salvados        |
| 4                                                                                               | Jive / «Proud Mary»                            | 8/81                   | 8                      | 8                      | Salvados        |
| 5                                                                                               | Contemporáneo / «Beauty and the Beast»         | 9                      | 9                      | 9                      | Sin eliminación |
| 6                                                                                               | Quickstep / «Take On Me»                       | 8                      | 9                      | 8                      | Dos últimos     |
| 7                                                                                               | Tango / «Sweet but Psycho»                     | 9                      | 9                      | 9                      | Salvados        |
| 7                                                                                               | Freestyle en equipo / «Somebody's Watching Me» | 9                      | 9                      | 9                      | Salvados        |
| 8                                                                                               | Pasodoble / «Higher»                           | 10                     | 10                     | 10                     | Dos últimos     |
| 8                                                                                               | Duelo de Jive / «Don't Stop Me Now»            | Sin puntos extras      | Sin puntos extras      | Sin puntos extras      | Dos últimos     |
| 9                                                                                               | Samba / «Wannabe»                              | 10                     | 10/102                 | 10                     | Salvados        |
| 9                                                                                               | Jazz / «Step by Step»                          | 10                     | 10/102                 | 10                     | Salvados        |
| 10 (Semifinal)                                                                                  | Vals vienés / «Perfect»                        | 10                     | 9                      | 10                     | Dos últimos     |
| 10 (Semifinal)                                                                                  | Charlestón / «Sing, Sing, Sing (With a Swing)» | 10                     | 10                     | 10                     | Dos últimos     |
| 11 (Final)                                                                                      | Jive / «Proud Mary»                            | 10                     | 10                     | 10                     | Tercer puesto   |
| 11 (Final)                                                                                      | Freestyle / «Conga»                            | 10                     | 10                     | 10                     | Tercer puesto   |
| 1Puntaje dado por la juez invitada Leah Remini. 2Puntaje dado por el juez invitado Joey Fatone. |                                                |                        |                        |                        |                 |

- Temporada 29 con Justina Machado

| Semana         | Baile / Canción                                   | Puntajes de los jueces | Puntajes de los jueces | Puntajes de los jueces | Resultado       |
| Semana         | Baile / Canción                                   | C. I.                  | D. H.                  | B. T.                  | Resultado       |
| -------------- | ------------------------------------------------- | ---------------------- | ---------------------- | ---------------------- | --------------- |
| 1              | Chachachá / «Respect»                             | 7                      | 7                      | 7                      | Sin eliminación |
| 2              | Foxtrot / «When You Believe»                      | 7                      | 7                      | 7                      | Salvados        |
| 3              | Charlestón / «Supercalifragilisticexpialidocious» | 7                      | 6                      | 6                      | Salvados        |
| 4              | Salsa / «Que Viva La Vida»                        | 8                      | 8                      | 8                      | Salvados        |
| 5              | Jazz / «Maniac»                                   | 8                      | 8                      | 8                      | Salvados        |
| 6              | Vals vienés / «She's Always a Woman»              | 9                      | 9                      | 9                      | Salvados        |
| 7              | Tango / «Take Me to Church»                       | 9                      | 9                      | 8                      | Salvados        |
| 8              | Samba / «Magalenha»                               | 9                      | 9                      | 9                      | Salvados        |
| 8              | Relevo de Vals vienés / «I Have Nothing»          | 2 puntos extras        | 2 puntos extras        | 2 puntos extras        | Salvados        |
| 9              | Rumba / «Crazy for You»                           | 8                      | 8                      | 8                      | Salvados        |
| 9              | Duelo de Chachachá / «Telephone»                  | 2 puntos extras        | 2 puntos extras        | 2 puntos extras        | Salvados        |
| 10 (Semifinal) | Tango / «El Tango de Roxanne»                     | 9                      | 10                     | 9                      | Tres últimos    |
| 10 (Semifinal) | Contemporáneo / «Holding Out for a Hero»          | 10                     | 10                     | 10                     | Tres últimos    |
| 11 (Final)     | Chachachá / «Respect»                             | 10                     | 10                     | 10                     | Eliminados      |
| 11 (Final)     | Freestyle / «Let's Get Loud»                      | 10                     | 10                     | 10                     | Eliminados      |

- Temporada 30 con Suni Lee

| Semana        | Baile / Canción                                 | Puntajes de los jueces | Puntajes de los jueces | Puntajes de los jueces | Puntajes de los jueces | Resultado       |
| Semana        | Baile / Canción                                 | C. I.                  | L. G.                  | D. H.                  | B. T.                  | Resultado       |
| ------------- | ----------------------------------------------- | ---------------------- | ---------------------- | ---------------------- | ---------------------- | --------------- |
| 1             | Jive / «Stay»                                   | 7                      | 7                      | 7                      | 7                      | Sin eliminación |
| 2             | Chachachá / «I Like It»                         | 7                      | 7                      | 7                      | 7                      | Salvados        |
| 3             | Foxtrot / «I'm a Slave 4 U»                     | 7                      | 7                      | 7                      | 7                      | Salvados        |
| 4             | Salsa / «Colombia, Mi Encanto»                  | 8                      | 8                      | 9                      | 8                      | Salvados        |
| 4             | Vals vienés / «I Put a Spell on You»            | 9                      | 8                      | 9                      | 9                      | Salvados        |
| 5             | Charlestón / «Born to Hand Jive»                | 9                      | 9                      | 9                      | 9                      | Salvados        |
| 6             | Tango / «Bad Habits»                            | 9                      | 9                      | 9                      | 9                      | Dos últimos     |
| 7             | Pasodoble / «We Will Rock You»                  | 8                      | 8                      | 8                      | 9                      | Salvados        |
| 7             | Relevo de Vals vienés / «We Are the Champions»  | 1 punto extra          | 1 punto extra          | 1 punto extra          | 1 punto extra          | Salvados        |
| 8             | Samba / «All for You»                           | 10                     | 10                     | 10                     | 10                     | Salvados        |
| 8             | Duelo de Salsa / «Made for Now (Latin Version)» | 2 puntos extras        | 2 puntos extras        | 2 puntos extras        | 2 puntos extras        | Salvados        |
| 9 (Semifinal) | Foxtrot / «Haven't Met You Yet»                 | 10                     | 9                      | 9                      | 9                      | Eliminados      |
| 9 (Semifinal) | Contemporáneo / «Gravity»                       | 10                     | 9                      | 10                     | 9                      | Eliminados      |

- Temporada 31 con Selma Blair

| Semana | Baile / Canción                           | Puntajes de los jueces | Puntajes de los jueces | Puntajes de los jueces | Puntajes de los jueces | Resultado |
| Semana | Baile / Canción                           | C. I.                  | L. G.                  | D. H.                  | B. T.                  | Resultado |
| ------ | ----------------------------------------- | ---------------------- | ---------------------- | ---------------------- | ---------------------- | --------- |
| 1      | Vals vienés / «The Time of My Life»       | 7                      | 7                      | 7                      | 7                      | Salvados  |
| 2      | Jive / «Jailhouse Rock»                   | 7                      | 7                      | 7                      | 7                      | Salvados  |
| 3      | Rumba / «For Your Eyes Only»              | 7                      | 7                      | 7                      | 7                      | Salvados  |
| 4      | Quickstep / «The Muppet Show Theme»       | 8                      | 8                      | 8                      | 8                      | Salvados  |
| 5      | Vals / «What the World Needs Now Is Love» | 10                     | 10                     | 10                     | 10                     | Retirados |

## Vida personal
Salió con Emma Slater, miembro de Dancing with the Stars, de 2011 a 2014. En diciembre de 2015, Farber hizo una publicación en su cuenta de Instagram confirmando que él y Slater habían vuelto a estar juntos. El 4 de octubre de 2016, Farber se propuso ante Slater durante una transmisión de Dancing with the Stars después de bailar juntos. Los dos están casados desde el 25 de marzo de 2018.